# Principado de Ansbach
El Principado de Ansbach (en alemán: Fürstentum Ansbach) o Brandeburgo-Ansbach fue un principado reichsfrei en el Sacro Imperio Romano Germánico centrado en la ciudad bávara de Ansbach. Los príncipes gobernantes de la Casa de Hohenzollern del territorio eran conocidos como margraves, ya que el principado era un margraviato (pero no una marca).

## Historia

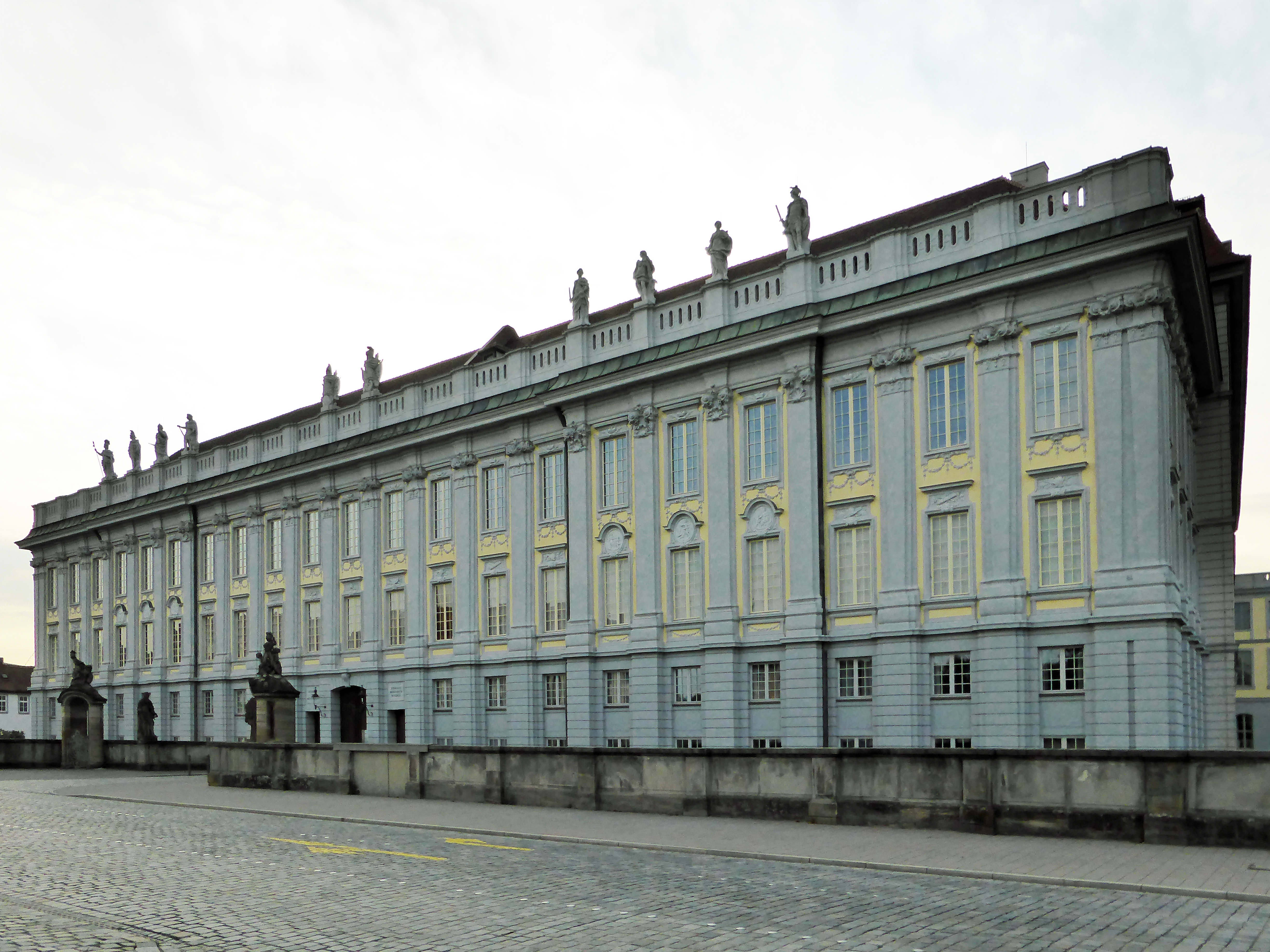
Palacio de Ansbach, residencia de los margraves de Brandeburgo-Ansbach.

El principado fue fundado a la muerte de Federico V de Núremberg, Burgrave de Núremberg, el 21 de enero de 1398, cuando sus tierras fueron divididas entre sus dos hijos. El hijo menor, Federico VI, recibió Ansbach y el mayor, Juan III, recibió Bayreuth. Después de la muerte de Juan III el 11 de junio de 1420, los dos principados fueron reunificados bajo Federico VI, que se convirtió en Elector Federico I de Brandeburgo en 1415.
A la muerte de Federico el 21 de septiembre de 1440, los territorios fueron repartidos entre sus hijos: Juan recibió el Principado de Bayreuth (Brandenburg-Kulmbach), Federico II recibió Brandeburgo y Alberto recibió Ansbach. A partir de entonces Ansbach estuvo en manos de la rama menor de la Casa de Hohenzollern, y sus gobernantes fueron comúnmente llamados Margraves de Brandeburgo-Ansbach.
El 2 de diciembre de 1791, el príncipe reinante y margrave de Ansbach, Carlos Alejandro, que también había sucedido en Bayreuth, vendió la soberanía de sus principados al rey Federico Guillermo II de Prusia. El margrave era de mediana edad y sin hijos, y Federico Guillermo era su pariente como jefe de la Casa de Hohenzollern. El margrave se trasladó a Inglaterra con su segunda esposa inglesa. Ansbach fue formalmente anexado el 28 de enero de 1792.

## Príncipes y margraves de Ansbach
- 1398: Federico VI, Burgrave de Núremberg (desde 1415 también Elector de Brandeburgo)
- 1440: Alberto Aquiles (desde 1470 también Elector de Brandeburgo)
- 1486: Federico I
- 1515: Jorge el Piadoso
- 1543: Jorge Federico I
- 1603: Joaquín Ernesto
- 1625: Federico III
- 1634: Alberto II
- 1667: Juan Federico
- 1686: Cristián Alberto
- 1692: Jorge Federico II el Joven
- 1703: Guillermo Federico (antes de 1686-1723)
- 1723: Carlos Guillermo Federico (1712-1757)
- 1757: Carlos Alejandro (hasta 1791)